# 仙骨

仙骨。赤色で示す。

仙骨（せんこつ、英: Sacrum）とは、脊椎の下部に位置する大きな三角形の骨で、骨盤の上方後部であり、くさびのように寛骨に差し込まれている。その上部は腰椎の最下部と結合しており、下部は尾骨と結合している。
仙骨となる仙椎骨は、胚発生でははじめの1か月の終わりころに上位の脊椎が先に形成し、その後に形成していく。誕生時の5つの仙椎は、16--18歳ごろから徐々に癒合をはじめ、およそ34歳くらいまでに１つの仙骨として完全に癒合する。
仙骨は3つの異なる面を持っており、それぞれが様々な形状を形成する。仙骨は4つの他の骨と関節結合する。全体に彎曲しており、前傾している。前方に凹面になっている。仙骨底は前方に突出し、岬角を形成している。ここが仙骨の最上部である。中央部は大きく背側に湾曲し、骨盤腔の空間を形成している。側方への2つの突出は仙骨翼と呼ばれ、腸骨とL字型の仙腸関節を形成する。

## 語源
英語のsacrum はラテン語のos sacrumによるものであり、 これはさらに古代ギリシア語のἱερόν ὀστέονの翻訳であることが、ギリシャの医師ガレノスの著作から確認されている。Osおよびὀστέονは「骨」を意味し、sacrumおよびἱερόνは「聖なる」という意味である。
かつて仙骨は英語ではholy boneと呼ばれていた。このような表現は他の言語にも見られ、ドイツ語の heiliges Bein またはHeiligenbein、オランダ語のheiligbeenなどがある。「仙骨」も重訂解体新書にos sacrumが「護神骨」と訳されたものが、「薦骨」、「仙骨」と変えられたものである
元となったἱερόν ὀστέονの語源にはいくつかの説がある。一つは、生殖器の位置する部位であるため、これが供犠として捧げられたためという説である。他には 古代、この骨が不壊であると信じられたためἱερόνという形容詞が用いられたとする説もある。さらに、仙骨は最大の椎骨であるためμέγας σπόνδυλοςとも呼ばれたとする説もある（μέγας = 大きな、σπόνδυλος　= 椎骨）。いくつかの例でἱερόςはμέγαςの同義語として用いられており、このためμέγας σπόνδυλοςからἱερόν ὀστέονへと変化したとしている。ラテン語のvertebra magna はμέγας σπόνδυλοςの訳である。

## 構造
仙骨は脊椎の支持と脊髄を内包するために複雑な形状をしている。また、寛骨と関節結合している。仙骨は寛骨面、背面、および側面の3つの面を持っている。仙骨底は上前方を向いた広い構造である。仙骨突 (apex ossis sacri )は下方を向き、尾骨と関節結合する楕円状の面を持っている。仙骨管は脊柱管の一部であり、仙骨の大半を貫通している。

### 岬角
仙骨岬角（こうかく、英: promontory）は骨盤上口の縁をなしており、腸骨線および骨盤分界線を構成する。岬角は第五腰椎と関節し、水平面に対し約30度の仙椎角をなす。

### 表面
仙骨前面 (英: pelvic surface) は上部で凹状になっており、両端の間でわずかに曲がっている。その中ほどには4つの横切る畝があり、これは元来の5つの仙椎の境界面である。第一の領域の本体は大きく、腰椎のような構造をしている。これ以下の骨は順に小さく、平らになり、前方に凹状となって仙骨を形成する。4つの畝の端は4つの前仙骨孔(英: anterior sacral foramina) に終わっている。これらの孔は仙骨神経の出口と外側仙骨動脈の入口となっている。前仙骨孔の横面には仙骨神経を内包する広く浅い溝に横切られている。これらは、梨状筋の起始となる畝状の骨で分けられている。仙骨を正中線で分割すると、骨同士は周状の骨で結合されており内部に椎間板が存在した空間を残していることが見られる。
背面は凸状であり、前面より幅が狭い。中央に、仙椎の棘突起に由来する3ないし4の結節を持つ正中仙骨稜がある。正中仙骨稜の両側は浅い溝状になっており、多裂筋の起始である。溝の底部は癒合した椎骨の椎弓からなる。第五仙椎、および時により第四仙椎の椎弓は背面で癒合しないため、仙骨管の背側壁の欠失、すなわち仙骨裂孔を形成する。溝の側面は癒合した関節突起よりなる内側仙骨稜である。第一仙椎の関節突起は大きく卵形をしている。その端面は左右に凹状になっており、上および背面を向き、第五腰椎の下関節突起と関節している。仙骨角として知られる第五仙椎の下関節突起は下方を向き、尾骨角と関節している。関節突起の横に4つの後仙骨孔がある。これらは前仙骨孔に比べ、小さく形も一定しておらず、仙骨神経の背側領域を通している。後仙骨孔の外側には仙椎の横突起よりなる外側仙骨稜がある。第一仙椎の横突起は大きく特徴的である。これらは第二仙椎の横突起とともに、後仙腸靭帯の上部線維に付着面を提供する。第三仙椎の横突起には後仙腸靭帯の下部線維が付着する。第四、および第五仙椎の横突起には仙骨結節靭帯が付着する。
外側面は上部で広く、下部で狭くなっている。上半分は未成熟な軟骨で覆われた耳状面を形成しており、腸骨と関節している。この背側には仙骨粗面があり、後仙腸靭帯が付着する3つの深いくぼみがある。下部は薄くなっており、仙骨尖外側角と呼ばれる突起で終わっている。